# آدا روبنسون
آدا روبنسون (بالإنجليزية: Adah Robinson)‏ هي فنانة أمريكية، ولدت في 13 يوليو 1882 في ريتشموند في الولايات المتحدة، وتوفيت في 10 مارس 1962.